# Marie Laurencin
Marie Laurencinová (31. října 1883, Paříž – 8. června, 1956, Paříž) byla francouzská malířka, grafička, ilustrátorka a básnířka, jedna z mála žen, jež jsou spojovány s pařížským kubismem. Stala se významnou postavou pařížské avantgardy jako členka kubistů spojených s uměleckým sdružením Section d'or. Postupně si vytvořila svůj osobitý, elegantní styl. Její plátna jsou pokryta jemnými dekorativními tématy v pastelových barvách modré, šedé a růžové. Pro její obrazy jsou typické stylizované postavy bledých, tmavookých žen a dívek. Je také označována za tvůrkyni ženského umění. Kromě malby se věnovala grafice, vytvořila ilustrace pro desítky knih, navrhovala divadelní kostýmy a scény, dekorace látek a tapet.

## Život

### Původ a studium (1883–1905)
Marie Laurencinová byla nemanželskou dcerou daňového auditora a politika Alfreda Touleta a vyšívačky Pauline Mélanie Laurencinové. Vyrůstala s matkou v Paříži, otec je navštěvoval a finančně podporoval, ale Marie netušila, že je jejím biologickým otcem. Matka jí to prozradila až po nabytí plnoletosti. Střídavě navštěvovala klášterní školu a Lyceum Lamartine, kde se začala zajímat o výtvarné umění. Po maturitě v roce 1901 se Marie Laurencinová zapsala na tři roky do školy v Sèvres, aby se stala malířkou porcelánu. Současně navštěvovala večerní kurzy kreslení organizované radnicí ve čtvrti Batignolles, kde se seznámila s rytinou. Učila se také u malířky specializované na květinovou malbu a své matce předkreslovala na hedvábí květiny a postavy k vyšívání. Na začátku školního roku se zapsala na Académie Humbert, soukromé umělecké škole, kde byli jejími spolužáky Francis Picabia, Georges Lepape a Georges Braque. Podporovali ji v záměru být nezávislou umělkyní, zatím co matka chtěla, aby se věnovala řemeslu. V této době se pod vlivem četby básní ze sbírky Květy zla pokoušela o své první verše.

### Malířské začátky (1906–1922)

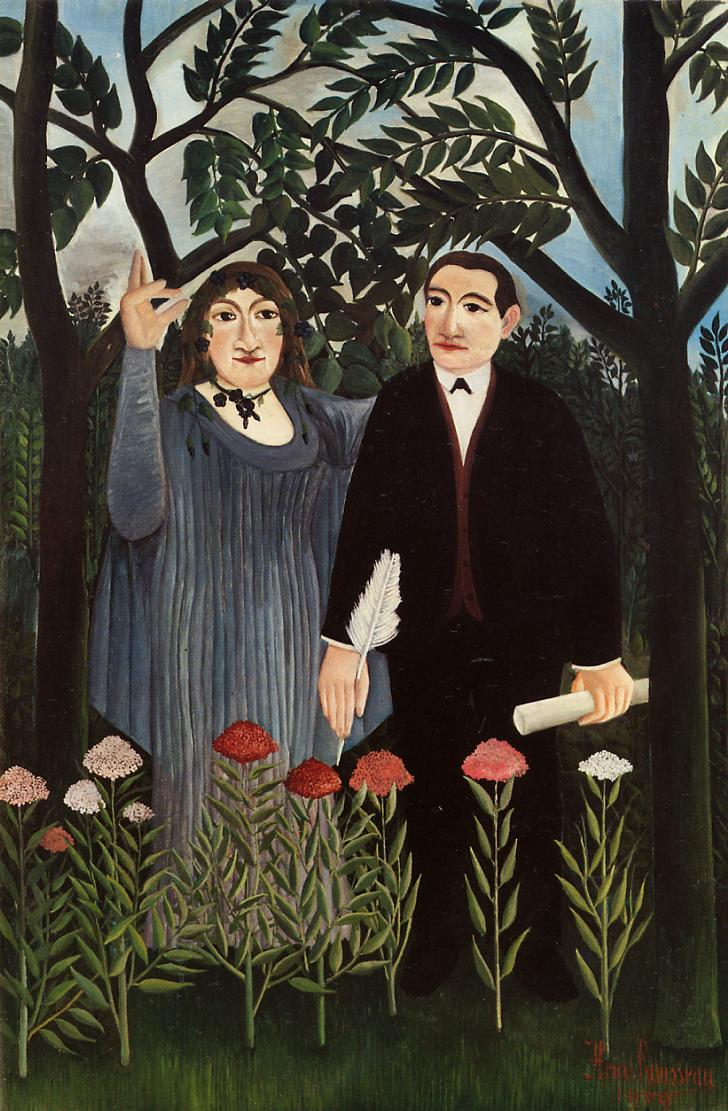
Henri Rousseau: Múza inspirující básníka (Marie Laurencinová a Guillaum Apollinaire), olej 1909

V březnu 1906 Marie Laurencinová poznala prostřednictvím Georgese Braqua obchodníka a sběratele Pierra Roché, který se specializoval na ženské umění. Stali se z nich milenci a Roché ji uvedl do okruhu umělců, kteří se scházeli pravidelně v kavárně La Closerie des Lilas. Byl také prvním sběratelem jejích obrazů, časem získal sto čtyřicet děl. I po rozchodu se staral o prodej jejích prací. V roce 1907 jí obchodník Clovis Sagot nabídl první výstavu ve své pařížské galerii na rue Laffitte a představil ji Picassovi a dalším avantgardním malířům z okruhu Bateau–Lavoir. Poprvé se zúčastnila Salonu nezávislých, na kterém vystavila svůj obraz Květiny ve váze. Získala uznání od svých vrstevníků fauvistickým zacházením s černou linkou a orfickými odstíny šedé, modré a okrové. Téhož roku se seznámila s básníkem Guillamem Apollinairem a na šest let se stala jeho blízkou přítelkyní a múzou. Jako dárek pro něho namalovala skupinový portrét s názvem Skupina umělců, v jehož středu sedí Apollinaire a kolem něho šest přátel včetně Laurencinové, Gertrudy Steinové a Picassa s jeho psem. Steinová tento obraz koupila o rok později a byl to první obraz, který Laurencinová prodala. Její první samostatná výstava se konala v roce 1908 v galerii Berthe Weillové. V roce 1909 byly v literární revui publikovány dvě básně Marie Laurencinové pod pseudonymem Louise Lalanne. Do svého bytu si zvala řadu známých umělců – Picassa, Braquea, Matisse, Grise i Delaunaye. V Picassově ateliéru na náměstí Clichy se zapojila do umělecko-teoretických diskusí, které později vedly ke kubismu, studovala techniku kubismu. I přes své přátelství s těmito umělci Laurencinová nepodlehla nátlaku abstrakce a vždy si ponechala svůj vlastní styl. V roce 1911 měla druhou výstavu, během níž bylo prodáno několik obrazů, mezi nimi akvarel Mladé ženy.
Její vztah s Apollinairem, poznamenaný bouřlivými scénami pod vlivem alkoholu a žárlivosti, skončil po matčině smrti v květnu roku 1913. Apollinaire si po rozchodu ponechal jediný obraz Marie Laurencinové s názvem Apollinaire a jeho přátelé (1909), který je verzí obrazu Skupina umělců. Marie Laurencinová navázala dlouhý přátelský vztah s kostýmní návrhářkou Nicole Groultovou, známou v uměleckém prostředí jako emancipovaná žena propagující volnou lásku bez ohledu na pohlaví. Také v životě Marie Laurencinové se vystřídalo mnoho partnerů.
Malířsky se v této době začala odpoutávat od kubismu, rozhodla se prohloubit svůj vlastní jemný a lyrický styl. Učila se rytectví ve škole Jeana Émila Laboureua. V roce 1913 byl na výstavě v Německu úspěšně prodán její obraz Toaleta mladé ženy, zúčastnila se výstav pořádaných v USA (Armory Show) a Rusku (Бубновый валет – Kárový spodek).
V červnu 1914 se Marie Laurencinová provdala za německého malíře barona Otto von Wätjena, čímž získala i německé občanství. Začátek první světové války je zastihl na svatební cestě ve Španělsku, kde zůstali až do roku 1918, protože Marie byla zbavena francouzského občanství a její manžel nechtěl jít bojovat do německé armády proti Francii. Během svého exilu pobývali v Madridu, Malaze a Barceloně a setkali se s řadou známých umělců (Diego Rivera, Jacques Lipchitz, manželé Delaunayovi, Francis Picabia s manželkou a další). Navštívila známá muzea s obrazy španělských mistrů, ale sama malovala jen málo. Psala poezii a v lednu 1917 publikovala dvě básně v časopise Dada 391. Po válce se s manželem vrátila do Německa, v Düsseldorfu se setkala s Maxem Ernstem. V roce 1920 získala větší částku peněz prodejem šesti obrazů, který zprostředkoval Pierre Roché a to jí umožnilo dosáhnout rozvodu, když se vzdala nároků na podíl z majetku.
V dubnu 1921 se jako finančně nezávislá žena vrátila do Paříže. Uzavřela nové smlouvy s obchodníky s obrazy a galerista Paul Rosenberg zařadil její obrazy na výstavu vedle Picassa, Braquea, Légera, Matisse. Otevřeně přiznala lesbický vztah s Nicole Groultovou, která si ji vybrala jako kmotru své nejstarší dcery. Na jaře 1922 byla Marie Laurencinová hospitalizována s rakovinou žaludku. Po operaci strávila nějaký čas v rodinném sídle bývalého manžela v Německu.

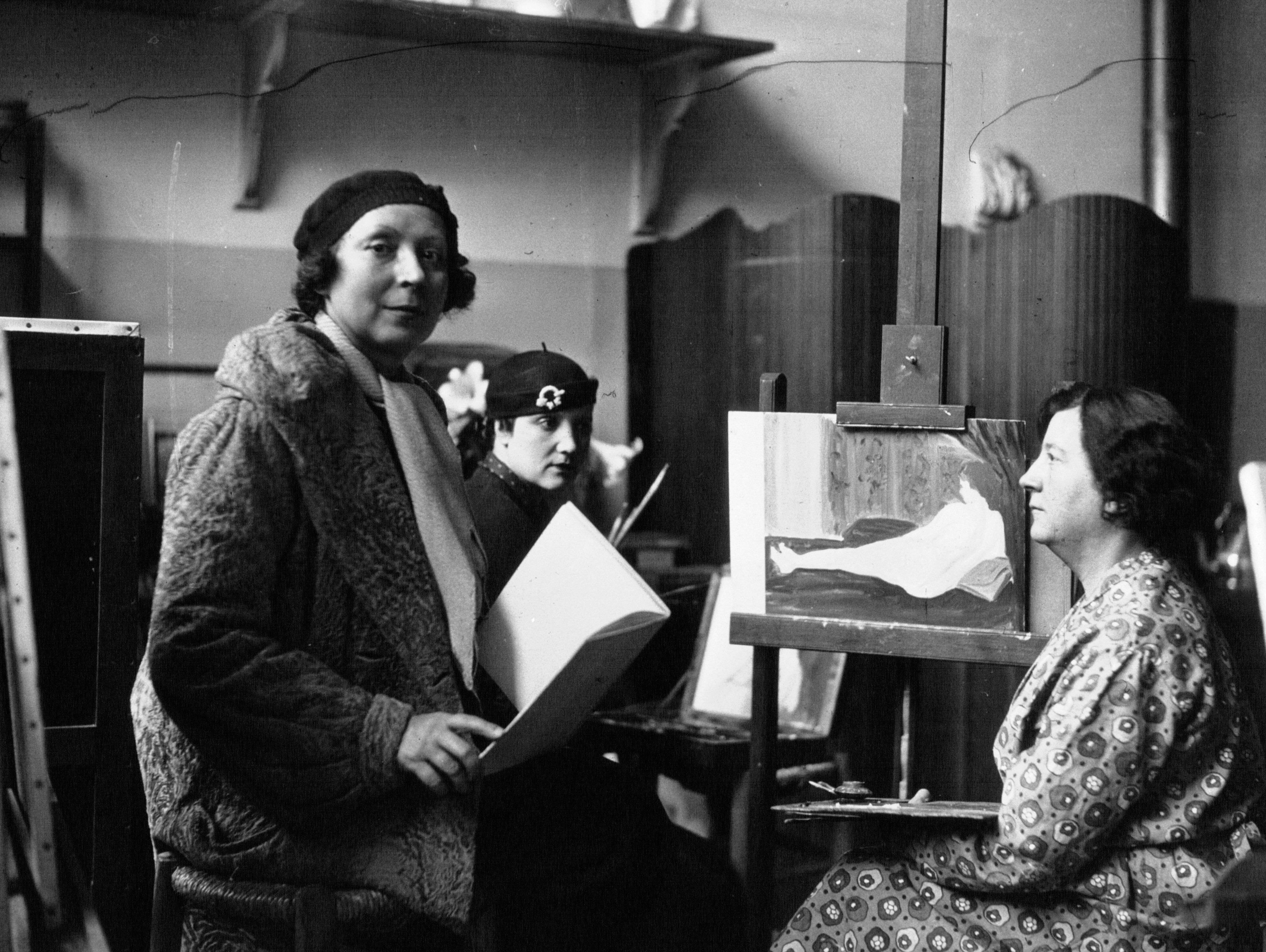
Marie Laurencinová se svými žačkami (1932)

### Přechod k vlastnímu stylu a období slávy (1923–1939)
Během meziválečného období získala znovu svou pozici. Od roku 1923 žila jako úspěšná a vyhledávaná malířka portrétů v Paříži. Spíše než ostatní malíře vyhledávala společnost spisovatelů a básníků: André Gide, Paul Morand, Jacques de Lacretelle, Max Jacob, Saint-John Perse, Jean Cocteau, Raymond Radiguet a další. Vytvořila ilustrace pro více než 80 knih, včetně dětské knihy Lewise Carrolla Alenka v říši divů. Pracovala také jako návrhářka divadelních opon, scén a kostýmů pro Ruský balet, Komickou operu nebo Comédie-Française. V roce 1924 se zapojila do činnosti nově otevřeného ateliéru Fernanda Légera při Akademii moderního umění, kam se sjížděli umělci z celého světa.
V roce 1925 koupila dům ve vesničce Champrosay (dnes součást obce Draveil), kde žila se svým novým přítelem, obchodníkem s obrazy Armandem Lowengardem. V roce 1928 si koupila byt v prestižní čtvrti Champ-de-Mars v nejvyšším patře 1 rue Savorgnan-de-Brazza a usadila se tam 2. června 1929.
Roku 1931 se zúčastnila první výstavy pořádané sdružením francouzských umělkyň (FAM) v divadle Pigalle. Tři roky vyučovala na umělecké akademii ve čtvrti Chaillot. V roce 1935 obdržela Řád čestné legie a o dva roky později bylo 16 jejích obrazů zařazeno mezi francouzské mistry moderního umění v rámci Světové výstavy v Paříži.

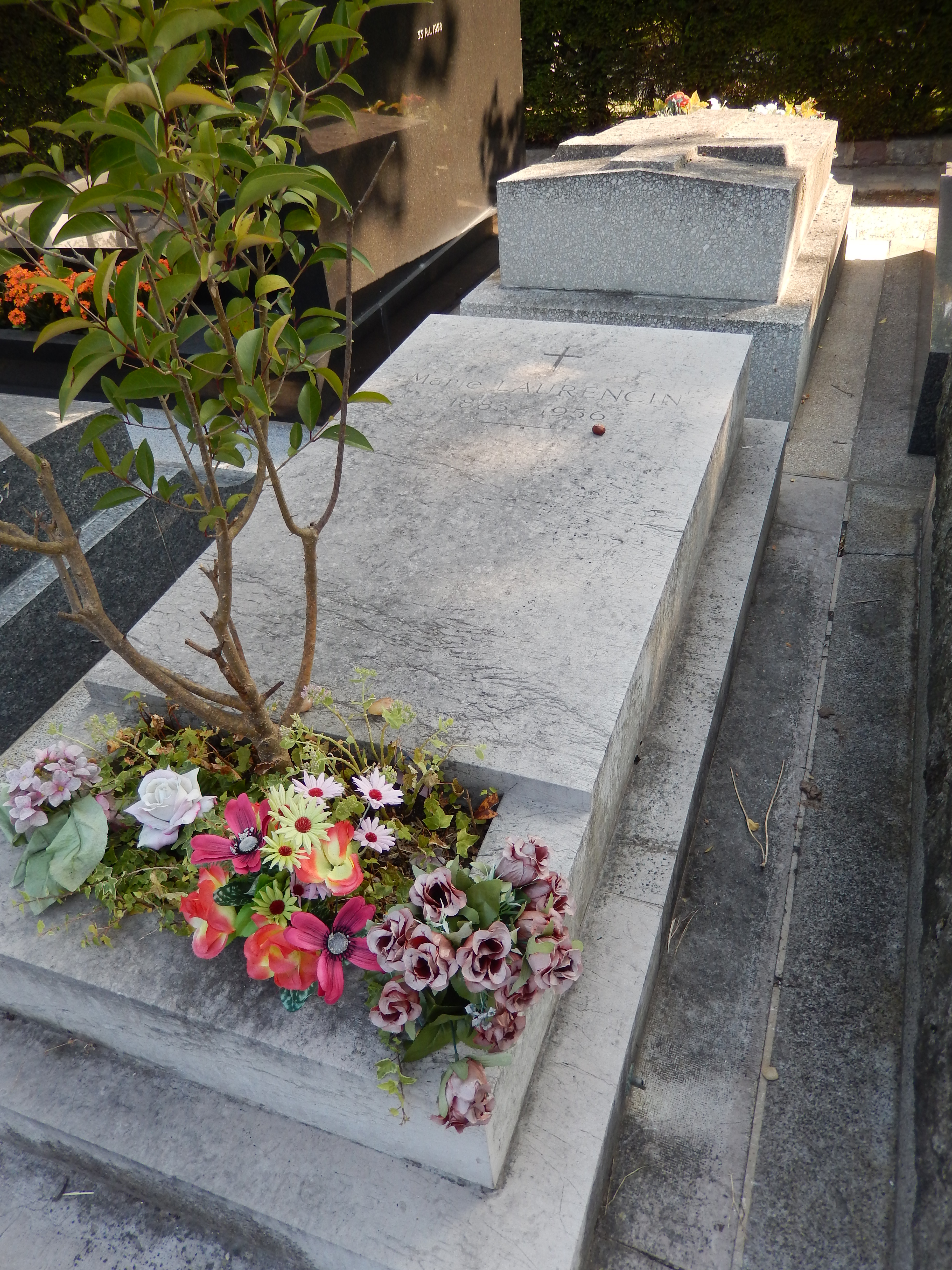
Hrob Marie Laurencinové na hřbitově Père Lachaise

### Válečná léta a závěr života (1940–1956)
Válku prožila z velké části v Paříži, kde se nevyhýbala kontaktům s německými přáteli i příslušníky německých okupačních jednotek, kteří měli na starosti propagandu a vzájemné sbližování kultur, jako byl například poručík Gerhard Heller. Posílala kresby do prorežimních časopisů, v roce 1942 publikovala pod názvem Le Carnet des nuits (Noční deník) někdy surrealistický, někdy velmi otevřený příběh ze svých vzpomínek na mládí, kde se popisuje jako „masožravá ovce“, monstrum andělského vzhledu. Současně se však přimlouvala za svého židovského přítele Maxe Jacoba internovaného v táboře v Drancy a pomáhala i jiným potřebným lidem. Při osvobození Paříže byla 8. září 1944 zatčena doma v rámci občanské očisty a odvezena do Drancy. Byla tam internována, ale po devíti dnech byla propuštěna bez obvinění.
Po válce se postupně vrátila k práci, za pomoci přátel získala zakázky na kresby do časopisů, pro Philippa de Rothschilda vytvořila etiketu vína Château Mouton Rothschild 1948. V posledních letech života jí slábl zrak a klesal i zájem o její obrazy, které už nedržely krok s novými uměleckými směry. V letech 1945–1956 namalovala asi 70 pláten.
Vystřídala několik meditativních pobytů v klášterech, kde absolvovala duchovní cvičení.
Marie Laurencinová zemřela ve svém domě v Paříži v noci 8. června 1956, ve věku 72 let na zástavu srdce. Byla pohřbena na hřbitově Père-Lachaise v bílých šatech, s růží v jedné ruce a na srdci měla uloženy milostné dopisy Guillauma Apollinaira. Pozůstalost připadla částečně Suzanne Moreau-Laurencinové, která od roku 1925 její hospodyní, a kterou adoptovala v roce 1954, z větší části pak Nadaci sirotků z Auteuil.

## Dílo
Původně ovlivněna fauvismem, zjednodušila své formy vlivem kubistických malířů. Její osobitý styl, osvobozený od umělecko-teoretických úvah kubismu, se vyvinul po návratu do Paříže v roce 1920 z exilu během první světové války. Tlumené barvy a geometrické vzory zděděné z kubismu byly nahrazeny světlými tóny a zvlněnými kompozicemi. Marie Laurencinová překonáním počátečních vlivů fauvismu i kubismu vytvořila svůj vlastní styl, kterému říkala nymfismus. Její velmi osobitý styl charakterizují postavy víl, pohádkových zvířat a mladých lidí s bledými obličeji v pastelových odstínech. Použití jemných, vzdušných pastelů a snaha o zřetelně ženský estetický rozlišoval její práci od norem hnutí. Její práce leží mimo hranice kubistických norem ve snaze o specificky ženskou estetiku použitím pastelových barev a zakřivených obrysů. Ve svých obrazech se vzdušným a téměř bledým způsobem zabývala lyrickými motivy, jako jsou půvabné mladé dívky, obklopené květinami nebo doprovázené kočkami a psy. Její charakteristický motiv je poznamenán éterickými ženskými postavami a paletou jemných pastelových barev, evokujících kouzelný svět.
Její dílo zahrnuje olejomalby, akvarely, kresby a tisky. Marie Laurencinová zanechala více než tisíc osm set olejů včetně portrétů, více než dvě stě rytin a litografií.
Vybraná díla:
- 1904: Písně Bilitiny (Les Chanson de Bilitis), lept–barevná akvatinta, v básnické sbírce Pierre Louÿse, Les Chansons de Bilitis
- 1906: Květiny ve váze (Fleurs dans un vase), soukromá sbírka, olejomalba
- 1907: Skupina umělců (Groupe d'artistes), Baltimore Museum of Art, Baltimore, olejomalba
- 1909: Apollinaire a jeho přátelé (Apollinaire et ses amis), Centre Georges Pompidou, Paříž, olejomalba
- 1911: Mladé ženy (Les jeunes filles), Moderna Museet, Stockholm, akvarel
- 1915: Portrét (Marie Laurencin, Cecilia de Madrazo a pes Coco), Tate Gallery, Londýn, olejomalba
- 1920: Dívky v lese (Les Femmes dans la forêt),
- 1923: Portrét slečny Chanelové (Mademoiselle Coco Chanel), Musée de l'Orangerie, Paříž, olejomalba
- 1923: Laně (Les Biches),1925, Musée de l'Orangerie, Paříž, olejomalba
- 1930: Dívky v krajině, Národní galerie Praha, olejomalba[5]
- 1948: Dívky s květinami (Les jeunes filles avec les fleurs), soukromá sbírka, New York